# Казариј
Казариј (фр. Cazarilh) насеље је и општина у јужној Француској у региону Миди Пирене, у департману Горњи Пиринеји која припада префектури Бањер де Бигор.
По подацима из 2011. године у општини је живело 43 становника, а густина насељености је износила 14,05 становника/km². Општина се простире на површини од 3,06 km². Налази се на средњој надморској висини од 600 метара (максималној 1.587 m, а минималној 578 m).

## Демографија
| 1962. | 1968. | 1975. | 1982. | 1990. | 1999. | 2011. |
| ----- | ----- | ----- | ----- | ----- | ----- | ----- |
| 49    | 65    | 50    | 48    | 39    | 32    | 43    |

График промене броја становника у току последњих година